# Takešiho hrad
Takešiho hrad (japonsky 風雲！たけし城, Fúun! Takeši-džó) je japonská televizní soutěž z let 1986–1989. Populární zábavná show, v níž stovka soutěžících postupně prochází různorodými úkoly a snaží se v co největším počtu probojovat do finále, kterým je dobývání hradu samotného hraběte Takešiho, se dočkala i pokračování z roku 2002, na kterém se kromě původního autora Takešiho Kitana podílel i známý britský herec Craig Charles (Dave Lister ze seriálu Červený trpaslík).
V České republice show vysílal kanál Prima Cool.

## Cíl soutěže
Sto soutěžících (mužů i žen) vyráží pod velením generála Lee na trasu, při níž zdolávají zajímavé překážky a plní úkoly a jde tu především o legraci a zábavu, nikoliv o získání peněžité výhry. Právě zábavná forma japonské soutěže dělá na rozdíl od známější Pevnosti Boyard nebo Po stopách Xapatanu z Takešiho hradu show, při níž se divák nemůže ubránit smíchu a jeho bránice dostává zabrat. Také japonští soutěžící se hrou vyloženě baví a ani vyřazení je tolik nemrzí a snaží se užívat si každého úkolu. Primárním cílem soutěže je dobytí Takešiho hradu, který je bráněn strážemi hraběte Takešiho. Hráčů, kteří došli až do finále, je většinou 5–10 a stejný počet čítají i obránci hradu. Jak stráže, tak hráči jezdí autíčky, které mají vepředu papírové terčíky, jež se obránci hradu snaží sestřelit vodními pistolemi a děly.

## Některé úkoly
Úkoly soutěže se obměňují a je jich celá řada. Jsou zábavné, fyzicky nenáročné, takže každý může projít. Soutěžícím ztěžují postup buďto různé překážky (točící se válce, valící se polystyrenové balvany, uvolněné kameny v řece atd.), nebo záludní obránci hradu – smaragdová garda (v zápasech sumo, v bludišti...). Každý ze soutěžících je povinně vybaven přilbou, neboť často se v soutěži padá (a to nejen do vody). Kromě vodních příkopů a jezírek se hráč může ocitnout i v bahně. Ovšem ani prorážení dveří, z nichž ne všechny lze skutečně proletět bez úrazu, nezastaví zábavychtivé Japonce od snahy užít si neskutečnou legraci při chytání se do pastí a překážek.

## Disciplíny
Toto jsou nejznámější a nejoblíbenější disciplíny:
- Velká (vysoká) zeď (The Great Wall) – zde musejí soutěžící přelézt obří zeď ve výšce více než dvou metrů.
- Kluzká stěna (Slippery Wall) - Varianta "Velké zdi" kde soutěžící musí překonat velmi kluzkou stěnu, chytit se provazu, vylézt nahoru a sklouznout se dolů. Za stěnou se ještě nachází menší vodní propast, kam většinou soutěžící spadnou a je jen málo případů kdy se soutěžícím podařilo propast přeskočit.
- Mokré disky (Slipped Disks) – Soutěžící mají na helmě (výjimečně na pistolích) papírové kroužky, které jim nesmí prostřelit Smaragdová Garda. Pokud prostřelí, vypadávají.
- Včelí bludiště (Honey Comb Maze) – Zde soutěžící musí překonat bludiště ve tvaru včelí plástve, ovšem bludiště střeží 2 až 3 strážci, kteří se vás snaží chytit, nebo strčit do vody. Gardisté při strážení vydávají velký hluk (křik, mlácení do stěn, a do dveří), který má soutěžící zastrašit. Pokud se jim povede soutěžícího chytit, tak vypadává. Navíc mu po tváři rozmažou jakousi černou hmotu (většinou bahno). Soutěžící musí najít dveře které vedou na pevnou zem, většina dveří vedou do vody.
- Houbová cesta (Mushroom Trip) – zde se soutěžící chytí velké houby a musí se dostat přes vodu, a nespadnout do ní. Houba se točí, navíc se soutěžící může "zaháknout" pouze jednou rukou.
- Vybíjená (Bridge Ball) – soutěžící chodí po úzkém, vratkém (mnohdy kluzkém) mostě, většinou se zlatým míčem který jim vystřelí Generál. Musejí přejít úzký most a Smaragdová Garda je nesmí z mostu sestřelit.
- Poslední pád (Last Fall) – soutěžící běží ke pěti různým otvorům. U dvou z nich je znak smrtky a to znamená, že spadne přímo mezi strážce a stejně jako u Včelího Bludiště začnou dělat hluk a rozmažou po obličeji černý "make-up". Ostatní tři otvory znamenají postup.
- Sumo (Sumo Rings) – soutěžící si vytáhne míček s barvou, která určuje s kým soutěžící hraje. Hraje se v kruhu a vyhrává ten, který jako první srazí druhého na zem, nebo vytlačí z ringu.
- Lavina (Avalanche) – soutěžící běží po trati, kde se postupně odvalují kameny. Těm se soutěžící musí vyhnout. Jsou tu i úzké mezírky, kam se soutěžící mohou schovat, ale má to háček. V těch mezírkách je i garda, která vás vhodí zpět na trať.
- Čtvercové bludiště (Square Maze) – stejná pravidla jako ve včelím bludišti, ale bludiště má tvar čtverce, a je menší.
- Ťuk ťuk (Knock Knock) – soutěžící mají před sebou čtyři stěny se čtyřmi dveřmi. Dvoje z nich se dají prorazit a dvoje ne. Soutěžící musí "vrazit" do správných dveří. U třetí stěny se obvykle vyskytuje Boxující příšera, které musí soutěžící utéct. Občas se za dveřmi vyskytuje i síť, která také znamená konec.
- Zemětřas (Earthquaker)– soutěžící klečí na molitanech. Pak nastane zemětřesení, a soutěžící se musí udržet na molitanech, a nespadnout.
- Klouzačka (Slip Way) - Soutěžící musí skočit na klouzačku a správně odhadnout vzdálenost, aby dojeli až na zelenou šipku. Pokud se odrazí moc, tak šipku přejedou a spadnou do vody. Pokud se odrazí málo tak zpoza klouzačky vyskočí příšera a shodí je z klouzačky do vody.
- Klouzačka 2 (Slip Way) – Soutěžící jezdí na podobné věci jako na klouzačce. Cestou gardisté ukazují čísla a znaménka. Celé je to příklad a soutěžící ho musí vypočítat. Na konci se dostanou na rampu, a musí říct správné číslo. Pokud odpoví špatně, rampa se sklopí, a spadne do bílého prášku.
- Skok o tyči (Poles apart) – Soutěžící skákají o tyči přes vodu. Aby soutěžící postoupil, tak musí odhadnout skok, a spadnout na malý ostrůvek z molitanu.
- Překážková dráha (Obstacle course) – Soutěžící se musí dostat nejprve přes tři gardisty. Potom přes valící se kameny. Potom přeskákat přes kebaby. Skočí přes vodu, a garda na ně posílá obří kouli. Potom opět skočí, a jedou na ně tři obří koule. Potom jedou na laně k cíli. To vše musí udělat než časová věc nahoře jej předežene a bude první v cíli.
- Chytni (Catch!) – soutěžící vběhne do blátivé vody, kde na ně padá baseballový míč. Soutěžící ho musí chytit.
- Kuželky (Skittles) – soutěžící si vyberou kartu od esa až po desítku. (Eso je hned první kuželka vepředu) Poté se postaví na určité místo v kuželkách. Smaragdová garda hodí kouli, pokud soutěžící spadne, vypadává.